# Arms Around You
Arms Around You è un singolo dei cantanti statunitensi XXXTentacion e Lil Pump, in collaborazione con Maluma e Swae Lee, pubblicato il 25 ottobre 2018 dalla Warner Music Group e prodotto da Skrillex, Mally Mall e JonFX.

## Descrizione
Il brano è stato registrato nel 2017 con Rio Santana, che era apparso nell'album di XXXTentacion ?; successivamente fu rimosso per far spazio a dei featuring più importanti. Lil Pump contattò Cleopatra Bernard, la madre di Onfroy, per chiederle il permesso di utilizzare la voce del figlio per "onorare la sua eredità". Il permesso fu successivamente concesso.

## Video musicale
Il videoclip del brano è stato pubblicato su YouTube il 16 novembre 2018. Diretto da James Lerese, comprende delle animazioni di XXXTentacion.

## Tracce
1. Arms Around You – 3:18 (testo: Jahseh Onfroy, Gazzy Garcia, Juan Arias, Khalif Brown – musica: Sonny Moore, Mally Mall, JonFX)

## Formazione
Musicisti
- XXXTentacion – voce, testo
- Lil Pump – voce, testo
- Maluma – voce, testo
- Swae Lee – voce, testo
- Edgar Barrera – testo, tecnico
- Rio Santana – testo
- Skrillex – produzione, testo, missaggio

Produzione
- Mally Mall – produzione
- JonFX – produzione
- Rashawn Mclean – assistente missaggio
- Mike Seaberg – assistente missaggio
- Jacob Richards – assistente missaggio
- Brandon Brown – assistente missaggio
- Koen Heldens – missaggio
- Tom Norris – missaggio
- Jaycen Joshua – missaggio
- Dave Kutch